# Alkaloïde

Structuurformule van strychnine.

Alkaloïden (van het Arabische al qualja, as van planten en het Griekse -oides, gelijkend) vormen een natuurlijke groep stikstof bevattende, meestal basisch reagerende stoffen. Het zijn vaak werkzame stoffen die met name in het plantenrijk voorkomen, en wel in planten die dikwijls als giftig aangeduid worden. In zeldzame gevallen komen alkaloïden ook in andere organismen zoals bacteriën, schimmels en dieren (met name padden) voor.
Alkaloïden zijn natuurproducten en worden tot de secundaire plantenstoffen gerekend. Voor de plant hebben alkaloïden vermoedelijk een vraatwerende functie.
Alkaloïden hebben vaak een sterke fysiologische of farmacologische werking op het dierlijke en menselijke lichaam, vooral omdat ze primair op het centraal zenuwstelsel inwerken. Veel alkaloïden hebben neuroactieve en psychoactieve eigenschappen en sommigen worden als genotmiddel of entheogeen gebruikt.
Een aantal alkaloïden heeft als geneesmiddel een belangrijke rol in de geneeskunde verworven. Het gaat dan om krachtige farmacologische stoffen als atropine, cafeïne, morfine, codeïne, cocaïne, neostigmine, kinine, pilocarpine, pseudo-efedrine en vincristine.
In het algemeen hebben alkaloïden een ingewikkelde chemische (heterocyclische) structuurformule. De een of meerdere stikstofatomen in de moleculaire structuur bepalen het basische karakter van de stof. De biosynthese vindt plaats uit (eveneens stikstofhoudende) aminozuren, zoals tryptofaan, fenylalanine, tyrosine, glutamine en lysine. Als dat niet het geval is, worden ze pseudoalkaloïden genoemd. Voorbeelden van deze laatste groep zijn cafeïne en theobromine.

## Alkaloïden en hun zouten
Vaak zijn alkaloïden gebonden aan organische zuren zoals appel-, melk- en azijnzuur. Farmaceuten binden alkaloïden doorgaans aan zoutzuur omdat hydrochloride-zouten van alkaloïden in laboratoria gemakkelijk te hanteren zijn.

## Definitie
Het begrip alkaloïde was oorspronkelijk een algemene benaming voor uit planten geïsoleerde basische (alkalische) stoffen. Later werden ook alkaloïden in andere organismen, zoals schimmels en dieren gevonden, zodat de definitie verbreed werd. Het verbreden van de definitie sloeg ook op andere niet-basische natuurstoffen, zoals colchicine uit herfsttijloos, capsaïcine uit paprikasoorten, theofylline en theobromine.
Er geldt voor de alkaloïden geen algemene kenmerkende basisstructuur. De meeste alkaloïden zijn basen, gecompliceerde verbindingen met een grote structurele variatie (diverse ringen en stereocentra). Een scherpe begrenzing van alkaloïden ten opzichte van andere klassen stikstofhoudende natuurstoffen is daarom niet mogelijk zonder enige willekeur. Er is dan ook geen breed geaccepteerde definitie van het begrip alkaloïde.
Een aantal medicinale chemici hanteert daarom een nauwere definitie voor alkaloïden. Naast de hierboven genoemde criteria, stellen zij ook de eis dat de stoffen in zuivere vorm vast moeten zijn en dat het stikstofatoom deel van de heterocyclische ring moet uitmaken. Veel van deze alkaloïden zijn indool-, pyridine-, pyrrool-, pyrimidine- of purinederivaten.
Op deze wijze gedefinieerd behoren een aantal farmaca van plantaardige oorsprong die ook een sterke farmacologische werking hebben, dan niet tot de alkaloïden. Enkele voorbeelden van stoffen die volgens deze definitie geen alkaloïden meer zijn, zijn:
- colchicine, heeft geen stikstof bevattende heterocyclische ring
- nicotine, is een vloeistof
- efedrine, heeft geen stikstof in een ring
- mescaline, een protoalkaloïde
- coniine, een pseudoalkaloïde
- cafeïne, een pseudoalkaloïde
- berberine, is niet basisch

Alkaloïden zijn nauwelijks oplosbaar in water, maar goed oplosbaar in organische oplosmiddelen (bijvoorbeeld dierlijke en plantaardige vetten en oliën), evenals in water-alcoholmengsels mits het alcoholpercentage hoog genoeg is.
De naam van alkaloïden eindigt op -ine, meestal gevoegd achter de plantennaam. Atropine bijvoorbeeld, wordt geïsoleerd uit de wolfskers (Atropa belladonna). Wanneer meerdere alkaloïden afkomstig zijn van een plant, worden achtervoegsels gebruikt als -idine, -inine, -icine, -isine, -anine, -aline, -arine, -ecine en -etine.
In het algemeen zijn alkaloïden wit, maar sommigen zijn sterk gekleurd. Berberine bijvoorbeeld is geel en sanguinarine is rood.

## Geschiedenis
Bereidingen uit alkaloïden-bevattende planten worden al gedurende 4000 jaar lang gebruikt als geneesmiddel, als pijlgif bij de jacht en in sjamanistische rituelen.
Alkaloïden waren de eerste farmaca die uit planten geïsoleerd werden. In 1803 isoleert Charles Derosne een semi-zuiver alkaloïde uit opium en in 1806 is het de apotheker Friedrich Sertürner uit Paderborn die een slaapinducerend principe (morfine) isoleert en karakteriseert. Hij noemt het morphium, naar Morpheus, de Griekse god van de dromen.
Aanvankelijk zocht men naar zure plantaardige stoffen, maar uiteindelijk bleek dat alkaloïden in combinatie met zuur zouten vormden, en dus basen waren. Dit vermogen om zouten te vormen en complexen te vormen met metaalionen hielp bij de isolatie en detectie in de tijd dat chromatografie nog niet was uitgevonden.
De naam alkaloïde werd in 1819 door de apotheker Wilhelm Meissner geïntroduceerd ter beschrijving van alkali-gelijkende plantenstoffen als morfine, strychnine en solanine.
Een belangrijke bijdrage aan de chemie van alkaloïden in die jaren werd gedaan door de Franse onderzoekers Pierre Joseph Pelletier en Joseph Bienaimé Caventou, die in de periode tussen 1817 en 1820 een groot aantal farmaceutisch belangrijke alkaloïden isoleerden. Zij isoleerden in deze korte periode onder meer strychnine, emetine, brucine, piperine, cafeïne, kinine, cinchonine en colchicine. In die jaren werden nog diverse andere alkaloïden ontdekt, waaronder xanthine (1817), atropine (1819), coniine (1827), nicotine (1828), sparteïne (1851) en cocaïne (1860).
Met de industriële productie van alkaloïden begon Heinrich Emanuel Merck, grondlegger van het Merck-concern. Hij had in Darmstadt een farmaceutisch-chemische fabriek gebouwd en begon in 1827 met de productie en verkoop van een aantal alkaloïden.
Het eerste alkaloïde dat geheel synthetisch werd gemaakt was coniine. In 1885 slaagde de scheikundige August Wilhelm von Hofmann erin de structuur ervan op te helderen en een jaar later was het de Duitse scheikundige Albert Ladenburg die als eerste coniine kon produceren door 2-propenylpyridine met natrium te laten reageren.
De kennis over alkaloïden kwam in een stroomversnelling door de ontdekking van spectroscopie en chromatografie aan het begin van de 20e eeuw. In 1930 waren er ongeveer 200 alkaloïden bekend en in 2008 waren meer dan 12.000 alkaloïden geïdentificeerd.

## Werking
Alkaloïden hebben (als secundaire plantenstoffen) een rol in het chemische defensiesysteem (fytoalexines) en beschermen de plant tegen onder meer vraat. De vaak sterk bittere smaak schrikt insecten en herbivoren af.
Op zoogdieren (waaronder mensen) hebben alkaloïden meestal toxische effecten. Het aangrijpingspunt van veel alkaloïden is het zenuwstelsel en dan met name het neurotransmittersysteem in het centraal zenuwstelsel en het autonoom zenuwstelsel. Daarbij kunnen ze zowel stimulerend (parasympathicomimeticum) als remmend (parasympathicolyticum) werken op het parasympathisch zenuwstelsel of orthosympathisch zenuwstelsel.
De sterke werking hangt samen met de aanwezigheid van stikstof en de daaruit voortvloeiende bijzondere fysisch-chemische eigenschappen, bijvoorbeeld het vermogen om ionen en zouten te vormen, waardoor ze bindingsaffiniteit met polaire en lipofiele structuren (o.a. celmembranen, ionkanalen en receptoren) kunnen ontwikkelen. Veel van de farmocologische eigenschappen van alkaloïden hangen samen met enerzijds het vermogen gemakkelijk de bloed-hersenbarrière te passeren en anderzijds interacties aan te kunnen gaan met verschillende neurotransmitterreceptoren.
In bijgaande tabel is van enkele alkaloïden weergegeven welk receptorsysteem met name betrokken is bij de werking.
| Receptorsysteem          | Alkaloïde                                                                               |
| ------------------------ | --------------------------------------------------------------------------------------- |
| Cholinerge systeem       | Tubocurarine, hyoscyamine, lobeline, fysostigmine, berberine, sempervirine, galantamine |
| Adrenerge systeem        | Cocaïne, harmala alkaloïden, nicotine, efedrine                                         |
| Opiaatreceptoren         | Morfine.                                                                                |
| Serotoninerge receptoren | Mescaline, psilocine, harmine, derivaten van lyserginezuur                              |
| Purinereceptoren         | Cafeïne, theofylline                                                                    |
| Aminoreceptoren          | Strychnine (glycinereceptor), Bicuculline (GABAA receptor)                              |

Veel van deze alkaloïden hebben als model gediend bij de ontwikkeling van medicijnen:
| Alkaloïden als model voor de ontwikkeling van medicijnen | Alkaloïden als model voor de ontwikkeling van medicijnen | Alkaloïden als model voor de ontwikkeling van medicijnen |
| Alkaloïde                                                | Bron                                                     | Model voor ontwikkeling van:                             |
| -------------------------------------------------------- | -------------------------------------------------------- | -------------------------------------------------------- |
| Hyoscyamine en scopolamine                               | Wolfskers en Datura                                      | Parasympathicolytica                                     |
| Fysostigmine                                             | Physostigma venenosum                                    | Parasympathicomimetica                                   |
| Tubocurarine                                             | Chondrodendron tomentosum                                | Spierverslappers                                         |
| Cocaïne                                                  | Erythroxylum coca                                        | Lokale anesthetica                                       |
| Morfine                                                  | Papaver somniferum                                       | Pijnstillers                                             |
| Codeïne                                                  | Papaver somniferum                                       | Anti-hoestmiddelen (Antitussiva)                         |

Veel van deze op alkaloïden geïnspireerde medicijnen verschillen structureel slechts weinig van de alkaloïden. Bijvoorbeeld naloxon, een opiaatreceptor-antagonist, is een derivaat van thebaïne dat aanwezig is in opium.

Thebaïne
Naloxon

## Classificatie
Alkaloïden kunnen aan de hand van verschillende criteria onderverdeeld worden en heel vaak valt een alkaloïde in meerdere klassen in te delen. Gebruikelijk zijn indelingen naar chemische structuur, herkomst, manier van biogenese en farmacologische werking. Traditioneel worden alkaloïden ingedeeld in drie grote groepen:
- Echte alkaloïden: deze bezitten een stikstofatoom in een ring en hun biosynthese is terug te voeren op een of meerdere aminozuren
- Proto-alkaloïden: deze bezitten een stikstofatoom buiten een ring en hun biosynthese is terug te voeren op een of meerdere aminozuren
- Pseudo-alkaloïden: hun biosynthese is niet gebaseerd op aminozuren

### Classificatie naar herkomst
De eerste pogingen tot classificatie van alkaloïden deelden de alkaloïden in aan de hand van de plantfamilie waaruit ze afkomstig zijn. Deze classificatiemethode was destijds de meest voor de hand liggende, maar wordt weinig meer toegepast:
- Curare-alkaloïden: toxiferine, tubocurarine, alcuronium
- Ergotalkaloïden: ergotamine, ergometrine
- Opiaten: morfine, codeïne, thebaïne, papaverine, noscapine, cryptopine
- Vinca-alkaloïden: vincristine, vinblastine
- Aconitum-alkaloïden: aconitine
- Senecio-alkaloïden
- Cinchona-alkaloïden: cinchonine
- Amaryllidaceae-alkaloïden
- Rauvolfia-alkaloïden: reserpine
- Coca-alkaloïden: cocaïne
- Solanaceae-alkaloïden: scopolamine, atropine
- Conium-alkaloïden: coniine uit de gevlekte scheerling (zeer giftig)
- Piper-alkaloïden: piperonal en piperine

### Classificatie naar chemische structuur
De vaakst gebruikte indeling van alkaloïden is die welke gebaseerd is op overeenkomsten in de chemische structuur. Bepalend voor de naamgeving is het deel van het molecule dat stikstof bevat.
- Alkaloïden met een heterocyclisch stikstofatoom:
  - Pyrrolidine-alkaloïden: hygrine, cuscohygrine, preussine, radicamine
  - Pyrrool-alkaloïden: lammelarine A, oroidine, hymenine
  - Pyrrolizidine-alkaloïden: retronecine, senecionine
  - Chinolizidine-alkaloïden: lupinine, sparteïne, matrine
  - Indolizidine-alkaloïden: pumiliotoxines, castanospermine, swainsonine
  - Tropaan-alkaloïden: atropine, hyoscyamine, scopolamine, cocaïne
  - Piperidine-alkaloïden: coniine, sedamine, piperine, solenopsine A
  - Pyridine-alkaloïden: nicotine, anabasine, epibatidine
  - Chinoline-alkaloïden: kinine, kinidine, cinchonine, camptothecine
  - Isochinoline-alkaloïden: emetine, morfine, codeïne, papaverine, berberine, tubocurarine
  - Acridine-alkaloïden: diplamine
  - Purine-alkaloïden: cafeïne, theofylline, theobromine
  - Imidazool-alkaloïden: pilocarpine
  - Indool-alkaloïden:
    - Niet-terpenoïde indool-alkaloïden: psilocine, lavendamycine
    - Terpenoïde indool-alkaloïden: tabersonine, ergotamine, catharanthine, strychnine, ibogaïne, vincamine
    - Dimere indool-alkaloïden: vinblastine, vincristine

  - Steroïde-alkaloïden: solanidine, tomatidine, saponinen
- Alkaloïden met acyclisch stikstof: efedrine, mescaline

### Classificatie naar biosynthese
Een andere indeling is gebaseerd op overeenkomsten en verschillen in de biosynthese. Daarbij worden alkaloïden ingedeeld naar het aminozuur dat als stikstofbron in de biosynthese is gebruikt.
- van asparaginezuur of lysine afgeleide alkaloïden: nicotine, lupinine
- van glycine afgeleide alkaloïden: cafeïne, theofylline, theobromine
- van histidine afgeleide alkaloïden: pilocarpine
- van ornithine afgeleide alkaloïden: hyoscyamine, scopolamine, atropine, cocaïne
- van fenylalanine of tyrosine afgeleide alkaloïden: efedrine, mescaline, apomorfine, colchicine, morfine, codeïne, papaverine, narceine, tubocurarine, berberine, noscapine, capsaïcine, emetine
- van tryptofaan afgeleide alkaloïden: ergotamine, ergometrine, ajmaline, reserpine, kinine, strychnine, fysostigmine

Niet alle alkaloïden zijn van aminozuren afkomstig. Dit worden de pseudo-alkaloïden genoemd, die in drie groepen onderverdeeld worden:
- Purine-alkaloïden: cafeïne, theofylline, theobromine
- Geamineerde terpenen: aconitine, solanine
- Polyketide alkaloïden: coniine

De laatste twee groepen nemen in omvang toe nu steeds meer alkaloïden in insecten en marine organismen worden ontdekt.

### Indeling naar farmacologische werking
De belangrijkste klasse aan farmacologische interessante alkaloïden wordt ingenomen door de hallucinogenen. De aanwezigheid van het vrij elektronenpaar op stikstof, dat basische, nucleofiele en coördinerende eigenschappen bezit, is het meest in het oog springende element.
Een andere grote groep giftige verbindingen van plantaardige oorsprong wordt gevormd door de glycosiden, zoals de digitalispreparaten. Alkaloïden kunnen ook zelf deel uitmaken van een glycoside: dit worden glycoalkaloïden genoemd.

## Toepassingen

### In de geneeskunde
Het medische gebruik van alkaloïden heeft een lange geschiedenis en toen alkaloïden voor het eerst werden gesynthetiseerd in de 19e eeuw, werden ze vrijwel meteen toegepast in de klinische praktijk. Veel alkaloïden worden nog steeds toegepast in de geneeskunde, meestal in de vorm van zouten, waaronder de volgende:
| Alkaloïde                          | Werking                                             |
| ---------------------------------- | --------------------------------------------------- |
| Ajmaline, sparteïne, kinidine      | antiaritmisch middel                                |
| Atropine, scopolamine, hyoscyamine | anticholinergicum                                   |
| Indolen, vincristine, vinblastine  | antitumor                                           |
| Vincamine                          | vaatverwijder, antihypertensivum                    |
| Codeïne                            | tegen hoest                                         |
| Cocaïne                            | anestheticum                                        |
| Colchicine                         | tegen jicht                                         |
| Morfine                            | pijnstiller                                         |
| Reserpine                          | antihypertensivum                                   |
| Tubocurarine                       | spierverslapper                                     |
| Fysostigmine                       | acetylcholinesteraseremmer                          |
| Kinine                             | antipyreticum, antimalariamiddel                    |
| Emetine                            | antiprotozoïcum                                     |
| Moederkoornalkaloïden              | sympathomimeticum, vaatverwijder, antihypertensivum |

### In de landbouw
Voorafgaand aan de ontwikkeling van synthetische pesticiden, werden sommige alkaloïden, zoals zouten van nicotine en anabasine, gebruikt als insecticiden. Het gebruik ervan werd beperkt door de relatief hoge toxiciteit voor de mens.

### Gebruik als psychoactief middel
Bereidingen van alkaloïden-bevattende planten, en later ook de pure alkaloïden, zijn al lang in gebruik als psychoactieve middelen. Door sjamanen worden ze als entheogeen gebruikt (bv ayahuasca). Cocaïne en cathinon zijn stimulantia van het centraal zenuwstelsel. Mescaline en veel indol alkaloïden (zoals psilocybine, dimethyltryptamine en ibogaïne) hebben hallucinogene effecten. Morfine en codeïne zijn sterke pijnstillers.
Sommige alkaloïden hebben zelf geen sterke psychoactieve effecten, maar zijn precursors voor semi-synthetische psychoactieve drugs. Bijvoorbeeld, efedrine en pseudo-efedrine worden gebruikt bij de productie van methcathinon en methamfetamine.

## Voorkomen
Meer dan 12.000 substanties worden tot de groep alkaloïden gerekend. De grootste groep daarvan is afkomstig van bloemvormende planten (Angiospermae), waar circa 20% deze inhoudsstoffen bevat.
Vaak hebben planten behorend tot dezelfde familie of hetzelfde geslacht een aantal chemisch verwante alkaloïden. De belangrijkste plantenfamilies die alkaloïden bevatten zijn de berberisfamilie (Berberidaceae), Menispermaceae, papaverfamilie (Papaveraceae), Erythroxylaceae, vlinderbloemenfamilie (Fabaceae), wijnruitfamilie (Rutaceae), Loganiaceae, maagdenpalmfamilie (Apocynaceae), sterbladigenfamilie (Rubiaceae), Composietenfamilie (Compositae) en Herfsttijloosfamilie (Colchicaceae).
De nachtschadefamilie, waar ook de aardappel toe behoort, kent veel soorten die alkaloïden bevatten, zoals de doornappel, het bitterzoet, de zwarte nachtschade en de wolfskers, maar ook cultuurgewassen als de aardappel (vooral de groene delen), de aubergine, de paprika en de tomaat.
Vrij zelden komen alkaloïden voor bij bacteriën, algen, schimmels, mossen, insecten en dieren. De laatste jaren worden echter in toenemende mate in deze groepen alkaloïden ontdekt. Enkele bekende voorbeelden zijn in de tabel hieronder weergegeven. 
Het tetrodotoxine in kogelvissen is geen alkaloïde, maar wel een met alkaloïden structureel verwante verbinding.
| Alkaloïden uit niet-plantaardige bronnen | Alkaloïden uit niet-plantaardige bronnen | Alkaloïden uit niet-plantaardige bronnen | Alkaloïden uit niet-plantaardige bronnen |
| Bron                                     | Alkaloïde                                | Specificatie                             |                                          |
| ---------------------------------------- | ---------------------------------------- | ---------------------------------------- | ---------------------------------------- |
| Bacteriën                                | pyocyanine                               | Pseudomonas aeruginosa                   |                                          |
| Schimmels                                | moederkoornalkaloïden                    | Moederkoorn                              |                                          |
| Schimmels                                | psilocybine                              | Psilocybe                                |                                          |
| Dieren                                   | bufotenine                               | padden                                   |                                          |
| Dieren                                   | castoramine                              | Canadese bever                           |                                          |
| Dieren                                   | muscopyridine                            | muskushert                               |                                          |

saxitoxine in bepaalde soorten dinoflagellaten.